# Sabotage de chasse
Le sabotage de chasse est un type d'action directe entrepris par les militants des droits des animaux pour interférer avec les activités de chasse des animaux sauvages.
Ce type d'action directe fait partie de la palette d'actions de ces militants, au même titre que les actions de contrôle et de témoignage, non interventionnistes, qui permettent de documenter ces activités de chasse à l'aide de vidéos et de photographies.
Les saboteurs utilisent généralement des sprays à la citronnelle pour masquer l'odeur des animaux chassés que les chiens de chasse suivent. Ils utilisent aussi des distractions sonores et visuelles pour empêcher les chasseurs de réussir, mais peuvent également détruire les miradors, et désarmer les pièges. Cette tactique consistant à affronter directement les chasseurs a conduit plusieurs militants à être blessés ou tués. 
Les actes de sabotages sont parfois revendiqués au nom du Front de libération des animaux (ALF). Au Royaume-Uni, les saboteurs peuvent être membres de la Hunt Saboteurs Association. Chaque année en Espagne, des organisations comme Equanimal ou la plateforme galicienne Matar por matar, non tentent de saboter la Coupe nationale de chasse au renard, suivant les chasseurs en faisant du bruit avec des mégaphones pour effrayer les renards et les empêcher d'être tués. En France, le Premier ministre François Fillon et son ministre de l’Écologie Jean-Louis Borloo, prennent un décret instaurant une infraction d'obstruction à un acte de chasse, en 2010,. L’infraction d’obstruction à un acte de chasse est un délit  puni d’une contravention de cinquième classe, soit 1500€.